# 벌거 (영화)
《벌거》(영어: Vulgar)는 미국에서 제작된 브라이언 존슨 감독의 2000년 블랙 코미디 범죄 엑스플로이테이션 영화이다. 브라이언 오핼러런 등이 출연하였고, 모니카 햄프턴 등이 제작에 참여하였다.
2016년, 존슨 감독은 후속 작품을 만들 계획을 발표했다.

## 출연
- 브라이언 오핼러런
- 브라이언 존슨
- 제리 루코위츠
- 이선 수플리
- 매슈 마
- 데이비드 길버트
- 에릭 존슨
- 스콧 시아포
- 제이미 슐츠
- 케빈 스미스
- 제이슨 뮤스
- 스콧 모저
- 제프 앤더슨

## 기타 제작진
- 배역: 패리스 페트릭